# Giovanni L'Altrelli
Giovanni L'Altrelli (San Severo, 30 luglio 1975) è un militare italiano, appuntato scelto qualifica speciale insignito della medaglia d'oro al valor civile.

## Biografia
L'appuntato scelto qualifica speciale Giovanni L'Altrelli, è un militare dell'Arma dei Carabinieri in servizio presso la Stazione di Doberdò del Lago, in provincia di Gorizia. Il 3 gennaio 2007 si trovava nei pressi di Rodi Garganico quando vide un'autovettura sbandare e cadere in acqua. Senza perder tempo, il militare si adoperò per estrarre le 2 donne e il bambino, il piccolo Francesco, che si trovavano nell'automezzo, riuscendo dopo non poca fatica nell'impresa.
A salvataggio avvenuto ha ricevuto i ringraziamenti delle persone coinvolte e di alcuni cittadini nel frattempo accorsi sul posto.
L'onorevole Arturo Parisi, Ministro della Difesa all'epoca dei fatti, ha espresso il suo compiacimento per l'operato del Carabiniere L'Altrelli.
Con decreto del presidente della Repubblica datato 1º marzo 2007 gli è stata conferita la medaglia d'oro al valor civile.